# Zimní paralympijské hry 2006
Zimní paralympijské hry 2006, oficiálně IX. zimní paralympijské hry (italsky IX Giochi paralimpici invernali), se konaly v italském Turíně. Slavnostní zahájení proběhlo 10. března 2006, ukončení se pak uskutečnilo 19. března 2006.
Byly to druhé paralympijské hry v Itálii, po letních paralympijských hrách 1960 v Římě.

## Pořadatelství
Pořadatel zimních olympijských her 2006 byl zvolen na 19. června 1999 v Soulu na 109. zasedání Mezinárodního olympijského výboru. Jako následek spekulací o korupci při volbě pořadatele zimních olympijských her 2002 MOV přistoupil ke změně systému. V Soulu se představili všichni kandidáti, z nich ale Vybírací kolegium (Selection college) po zhodnocení kandidatur vybral dva finalisty (kromě Turína Sion) a pouze o nich hlasovalo plénum MOV, přičemž Turín zvítězil přesvědčivě o 17 hlasů.
Pro Poprad-Tatry to byl druhý pokus získat pořadatelství zimních olympijských her (kandidoval i na ZOH 2002). V referendu ho podporovalo 97 % obyvatel zainteresovaných regionů.
| Město                    | Země      | 1. kolo |
| ------------------------ | --------- | ------- |
| Turín                    | Itálie    | 53      |
| Sion                     | Švýcarsko | 36      |
| Helsinky                 | Finsko    | —       |
| Klagenfurt am Wörthersee | Rakousko  | —       |
| Poprad-Tatry             | Slovensko | —       |
| Zakopane                 | Polsko    | —       |

## Sportoviště

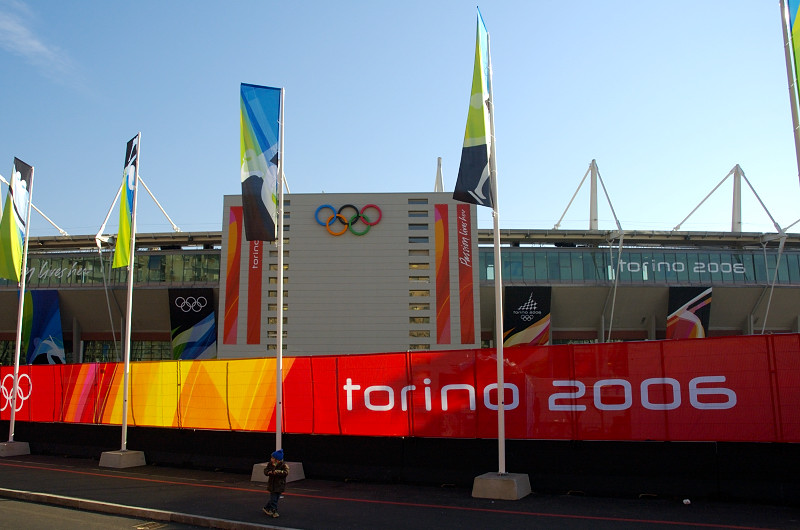
Stadion Stadio Olimpico Grande Torino

- Stadio Olimpico Grande Torino – zahajovací a závěrečný ceremoniál
- Olympijská vesnička v Turíně
- Pinerolo Palaghiaccio v Pinerole – curling (vozíčkáři)
- Torino Esposizioni – sledge hokej
- Sestriere – alpské lyžování
- Cesana San Sicario – biatlon, běh na lyžích

## Seznam sportů
- Biathlon
- Běh na lyžích
- Curling
- Sledge hokej
- Alpské lyžování

## Pořadí národů
| Pořadí | Země     | Zlato | Stříbro | Bronz | Celkem |
| ------ | -------- | ----- | ------- | ----- | ------ |
| 1      | Rusko    | 13    | 13      | 7     | 33     |
| 2      | Německo  | 8     | 5       | 5     | 18     |
| 3      | Ukrajina | 7     | 9       | 9     | 25     |
| 4      | Francie  | 7     | 2       | 6     | 15     |
| 5      | USA      | 7     | 2       | 3     | 12     |
| 6      | Kanada   | 5     | 3       | 5     | 13     |
| 7      | Rakousko | 3     | 4       | 7     | 14     |
| 8      | Japonsko | 2     | 5       | 2     | 9      |
| 9      | Itálie   | 2     | 2       | 4     | 8      |
| 10     | Polsko   | 2     | 0       | 0     | 2      |
| 17     | Česko    | 0     | 1       | 0     | 1      |

## Česko na ZPH 2006
Česko reprezentovalo 5 paralympioniků.
Vlajkonošem české paralympijské reprezentace byl zvolen paralympijský vítěz v alpském lyžování Anna Kulíšková.
Čestí medailisté
| Sport           | Disciplína | Kategorie | medaile | Jméno          |
| --------------- | ---------- | --------- | ------- | -------------- |
| Alpské lyžování | Super-G    |           | Stříbro | Anna Kulíšková |